# 파쿤도 부오나노테
파쿤도 발렌틴 부오나노테(스페인어: Facundo Valentín Buonanotte, 2004년 12월 23일~)는 아르헨티나의 축구 선수로, 포지션은 미드필더이다. 현재 레스터 시티와 아르헨티나 대표팀 소속으로 활동하고 있다.

## 구단 경력

### 로사리오 센트랄
2022년 2월 11일, 교체 선수로 프로 데뷔를 했다. 2022년 5월 14일에 로사리오 센트랄과 프로 계약을 맺은 뒤, 2022년 7월 8일에 사르미엔토를 아르헨티나 프리메라 디비시온 경기에서 첫 성인 골을 넣으며 구단의 1-0 승리를 이끌었다.

### 브라이튼 & 호브 앨비언
2023년 1월 1일, 부오나노테는 프리미어 리그 클럽 브라이튼 & 호브 앨비언 FC의 아카데미에 입단했으며, 이적료는 약 530만 파운드로, 추가 목표 달성 시 최대 530만 파운드가 더 지불될 수 있다.

#### 레스터 시티 임대
2024년 8월 10일, 부오나노테는 2024-25 시즌 동안 프리미어 리그 클럽 레스터 시티로 임대되었다.

## 국가대표팀 경력
부오나노테는 프랑스에서 열린 2022 모리스 레벨로 토너먼트에 참가하기 위해 아르헨티나 U-20 축구 국가대표팀에 소집되었다. 2023년 1월, 그는 2023 남미 U-20 챔피언십을 앞두고 다시 한 번 U-20 국가대표팀에 소집되었다.
2023년 3월 3일, 파나마와 퀴라소와의 친선 경기를 위해 소집된 아르헨티나 A대표팀 명단에 처음으로 이름을 올렸다.